# Jardins de Vauxhall
Os Jardins de Vauxhall (em inglês: Vauxhall Gardens), no século 18, foi um local de entretenimento adjacente a um salão de baile. A moda dos Vauxhalls, lançada na Inglaterra, posteriormente se espalhou para o continente europeu, graças à evolução dos trajes em direção a uma maior sociabilidade e diversão, pois a burguesia em ascensão se recusou a se misturar com o entretenimento do povo, organizado com danças ao ar livre ou sob pérgulas em locais públicos. O nome se tornou referência a jardins destinados à propagação de alta cultura na Europa.

## História
O nome Vauxhall deriva de um local de entretenimento criado em Londres nos Jardins de Kennington, em 1661, na época de Carlos II e depois reformado em 1732. Os Jardins de Vauxhall eram uma espécie de parque de diversões onde os visitantes podiam admirar uma série de falsas ruínas, arcos triunfais ou pavilhões chineses, ouvir música e assistir a fogos de artifício. Feitos no terreno de Falkes de Breaute, os jardins ficaram conhecidos como Falkes 'Hall e o nome gradualmente mudou para Fox Hall e finalmente Vaux Hall. O distrito londrino de Vauxhall preserva sua memória.
Vauxhall consistia, essencialmente, de uma pista de dança e uma plataforma para abrigar uma orquestra e era cercado por passarelas e colunatas. Para atender à demanda do público, havia também salas privadas, lojas de frivolidades, salas de leitura onde se podia ler a imprensa internacional e até uma loja maçônica. O mobiliário perpetuou as tradições barrocas, com guirlandas, pedras, madeiras, fontes e elementos de água, multiplicados por um número considerável de espelhos.

## Europa continental
O sucesso desta atração levou à sua exportação para a França. O primeiro destes locais foi inaugurado em agosto de 1764, pelo artesão italiano Giovanni Battista Torre, imediatamente chamado de pelo público Vauxhall de Torré.
Entre 1771 e 1780, um luxuoso Vauxhall chamado Colisée foi construído na Avenue des Champs-Élysées, em Paris, na França. A moda também se espalhou rapidamente para as províncias: a partir de 1774, Samson-Nicolas Lenoir construiu um Vauxhall em Bordeaux, enquanto o de Marselha, chamado Pavilhão Chinês, foi concluído em 1795.
A notícia do jardim londrino ainda não havia chegado a Bruxelas, em 1761, quando um balé intitulado Le Phaxal foi apresentado no Théâtre de la Monnaie. O Vauxhall em Bruxelas foi inaugurado em 1781, como um bar de drinks, sala de concertos e sala de jogos. Foi construído pelos irmãos Bultos, que administravam o Teatro.